# Transistor
Un transistor es un dispositivo electrónico, generalmente con al menos tres terminales que se conectan a un circuito electrónico, que restringe o permite el flujo de corriente eléctrica entre dos contactos según la presencia o ausencia de corriente en un tercer contacto. El término transistor proviene del acrónimo transfer resistor (en español resistor de transferencia).
Se pueden usar como amplificadores de corriente, ya que una pequeña corriente recibida a través de su terminal de control permiten la circulación de una intensidad muy grande (proporcional a aquella hasta un máximo) entre sus dos terminales de salida. También se pueden usar como conmutador de corriente, ya que si su terminal de control no recibe ninguna intensidad de corriente, por entre los dos terminales de salida no fluye ninguna corriente tampoco (circuito abierto).. También se puede configurar como oscilador o rectificador.
Algunos transistores se empaquetan individualmente, pero generalmente se tienen transistores miniaturizados incorporados en los circuitos integrados. Debido a que los transistores son los componentes activos básicos en prácticamente toda la electrónica moderna, muchas personas los consideran una de las mayores invenciones del siglo XX.

## Historia

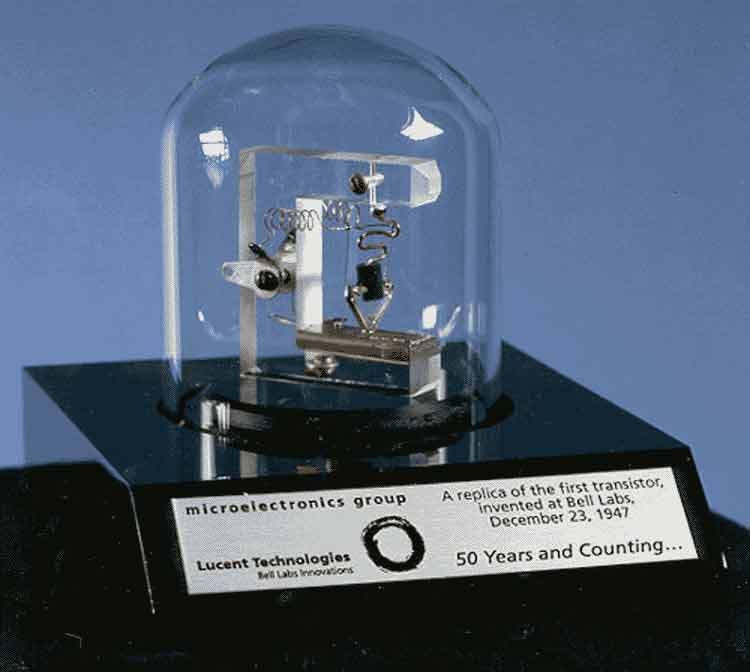
Réplica del primer transistor en actividad, que hoy pertenece a la empresa Lucent Technologies.

El físico austro-húngaro Julius Edgar Lilienfeld solicitó en Canadá en el año 1925 una patente para lo que él denominó «un método y un aparato para controlar corrientes eléctricas» y que se considera el antecesor de los actuales transistores de efecto campo, ya que estaba destinado a ser un reemplazo de estado sólido del triodo. Lilienfeld también solicitó patentes en los Estados Unidos en los años 1926 y 1928. Sin embargo, Lilienfeld no publicó ningún artículo de investigación sobre sus dispositivos, ni sus patentes citan algún ejemplo específico de un prototipo de trabajo. Debido a que la producción de materiales semiconductores de alta calidad no estaba disponible por entonces, las ideas de Lilienfeld sobre amplificadores de estado sólido no encontraron un uso práctico en los años 1920 y 1930, aunque acabara de construir un dispositivo de este tipo.
En 1934, el inventor alemán Oskar Heil patentó en Alemania y Gran Bretaña un dispositivo similar. Cuatro años después, los también alemanes Robert Pohl y Rudolf Hilsch efectuaron experimentos en la Universidad de Göttingen, con cristales de bromuro de potasio, usando tres electrodos, con los cuales lograron la amplificación de señales de 1 Hz, pero sus investigaciones no condujeron a usos prácticos. Mientras tanto, la experimentación en los Laboratorios Bell con rectificadores a base de óxido de cobre y las explicaciones sobre rectificadores a base de semiconductores por parte del alemán Walter Schottky y del inglés Nevill Mott, llevaron a pensar en 1938 a William Shockley que era posible lograr la construcción de amplificadores a base de semiconductores, en lugar de tubos de vacío.
Desde el 17 de noviembre de 1947 hasta el 23 de diciembre de 1947, los físicos estadounidenses John Bardeen y Walter Houser Brattain de los Laboratorios Bell llevaron a cabo diversos experimentos y observaron que cuando dos contactos puntuales de oro eran aplicados a un cristal de germanio, se produjo una señal con una potencia de salida mayor que la de entrada. El líder del Grupo de Física del Estado Sólido William Shockley vio el potencial de este hecho y, en los siguientes meses, trabajó para ampliar en gran medida el conocimiento de los semiconductores. El término «transistor» fue sugerido por el ingeniero estadounidense John R. Pierce, basándose en dispositivos semiconductores ya conocidos entonces, como el termistor y el varistor y basándose en la propiedad de transrresistencia que mostraba el dispositivo. Según una biografía de John Bardeen, Shockley había propuesto que la primera patente para un transistor de los Laboratorios Bell debía estar basado en el efecto de campo y que él fuera nombrado como el inventor. Habiendo redescubierto las patentes de Lilienfeld que quedaron en el olvido años atrás, los abogados de los Laboratorios Bell desaconsejaron la propuesta de Shockley porque la idea de un transistor de efecto de campo no era nueva. En su lugar, lo que Bardeen, Brattain y Shockley inventaron en 1947 fue el primer transistor de contacto de punto, cuya primera patente solicitaron los dos primeros nombrados, el 17 de junio de 1948, a la cual siguieron otras patentes acerca de aplicaciones de este dispositivo. En reconocimiento a este logro, Shockley, Bardeen y Brattain fueron galardonados conjuntamente con el Premio Nobel de Física de 1956 «por sus investigaciones sobre semiconductores y su descubrimiento del efecto transistor».
En 1948, el transistor de contacto fue inventado independientemente por los físicos alemanes Herbert Mataré y Heinrich Welker, mientras trabajaban en la Compagnie des Freins et Signaux, una subsidiaria francesa de la estadounidense Westinghouse. Mataré tenía experiencia previa en el desarrollo de rectificadores de cristal de silicio y de germanio mientras trabajaba con Welker en el desarrollo de un radar alemán durante la Segunda Guerra Mundial. Usando este conocimiento, él comenzó a investigar el fenómeno de la «interferencia» que había observado en los rectificadores de germanio durante la guerra. En junio de 1948, Mataré produjo resultados consistentes y reproducibles utilizando muestras de germanio producidas por Welker, similares a lo que Bardeen y Brattain habían logrado anteriormente en diciembre de 1947. Al darse cuenta de que los científicos de Laboratorios Bell ya habían inventado el transistor antes que ellos, la empresa se apresuró a poner en producción su dispositivo llamado «transistron» para su uso en la red telefónica de Francia. El 26 de junio de 1948, Wiliam Shockley solicitó la patente del transistor bipolar de unión y el 24 de agosto de 1951 solicitó la primera patente de un transistor de efecto de campo, tal como se declaró en ese documento, en el que se mencionó la estructura que ahora posee. Al año siguiente, George Clement Dacey e Ian Ross, de los Laboratorios Bell, tuvieron éxito al fabricar este dispositivo, cuya nueva patente fue solicitada el 31 de octubre de 1952. Meses antes, el 9 de mayo de ese año, el ingeniero Sidney Darlington solicitó la patente del arreglo de dos transistores conocido actualmente como transistor Darlington.
El primer transistor de alta frecuencia fue el transistor de barrera de superficie de germanio desarrollado por los estadounidenses John Tiley y Richard Williams de Philco Corporation en 1953, capaz de operar con señales de hasta 60 MHz. Para fabricarlo, se usó un procedimiento creado por los ya mencionados inventores mediante el cual eran grabadas depresiones en una base de germanio tipo N de ambos lados con chorros de sulfato de indio hasta que tuviera unas diez milésimas de pulgada de espesor. El Indio electroplateado en las depresiones formó el colector y el emisor. El primer receptor de radio para automóviles que fue producido en 1955 por Chrysler y Philco; usó estos transistores en sus circuitos y también fueron los primeros adecuados para las computadoras de alta velocidad de esa época.
El primer transistor operativo de silicio fue desarrollado en los Laboratorios Bell en enero de 1954 por el químico Morris Tanenbaum. El 20 de junio de 1955, Tanenbaum y Calvin Fuller, solicitaron una patente para un procedimiento inventado por ambos para producir dispositivos semiconductores. El primer transistor comercial de silicio fue producido por Texas Instruments en 1954 gracias al trabajo del experto Gordon Teal quien había trabajado previamente en los Laboratorios Bell en el crecimiento de cristales de alta pureza. El primer transistor MOSFET fue construido por el coreano-estadounidense Dawon Kahng y el egipcio Martin Atalla, ambos ingenieros de los Laboratorios Bell, en 1960.

## Funcionamiento
El transistor consta de tres partes dopadas artificialmente (impurezas con materiales específicos en cantidades específicas) que forman dos uniones bipolares: el emisor que emite portadores, el colector que los recibe o recolecta y la tercera, que está intercalada entre las dos primeras, modula el paso de dichos portadores (base). A diferencia de las válvulas, el transistor es un dispositivo controlado por corriente y del que se obtiene corriente amplificada. En el diseño de circuitos a los transistores se les considera un elemento activo, a diferencia de los resistores, condensadores e inductores que son elementos pasivos.
De manera simplificada, la corriente que circula por el colector es función amplificada de la que se inyecta en el emisor, pero el transistor solo gradúa la corriente que circula a través de sí mismo, si desde una fuente de corriente continua se alimenta la base para que circule la carga por el colector, según el tipo de circuito que se utilice. El factor de amplificación o ganancia logrado entre corriente de colector y corriente de base, se denomina Beta del transistor. Otros parámetros a tener en cuenta y que son particulares de cada tipo de transistor son: Tensiones de ruptura de Colector Emisor, de Base Emisor, de Colector Base, Potencia Máxima, disipación de calor, frecuencia de trabajo, y varias tablas donde se grafican los distintos parámetros tales como corriente de base, tensión Colector Emisor, tensión Base Emisor, corriente de Emisor, etc. Los tres tipos de esquemas(configuraciones) básicos para utilización analógica de los transistores son emisor común, colector común y base común.
Modelos posteriores al transistor descrito, el transistor bipolar (transistores FET, MOSFET, JFET, CMOS, VMOS, etc.) no utiliza la corriente que se inyecta en el terminal de base para modular la corriente de emisor o colector, sino la tensión presente en el terminal de puerta y gradúa la conductancia del canal entre los terminales de Fuente y Drenaje. Cuando la conductancia es nula y el canal se encuentra estrangulado, por efecto de la tensión aplicada entre Compuerta y Fuente, es el campo eléctrico presente en el canal el responsable de impulsar los electrones desde la fuente al drenaje. De este modo, la corriente de salida en la carga conectada al Drenaje (D) será función amplificada de la tensión presente entre la compuerta y la fuente, de manera análoga al funcionamiento del triodo.
Los transistores de efecto de campo son los que han permitido la integración a gran escala disponible hoy en día; para tener una idea aproximada pueden fabricarse varios cientos de miles de transistores interconectados, por centímetro cuadrado y en varias capas superpuestas.

## Tipos de transistor

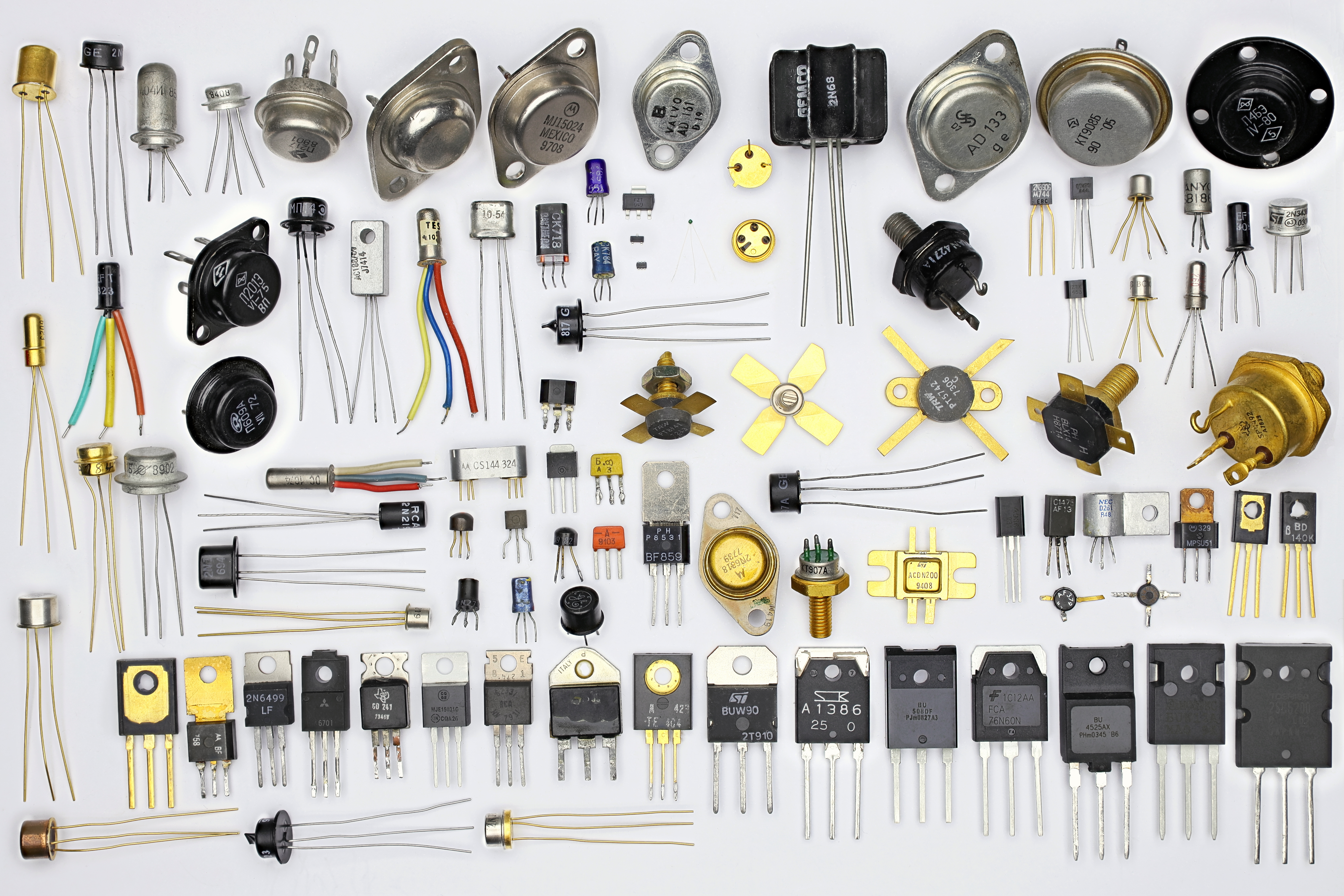
Distintos encapsulados de transistores.

### Transistor de contacto puntual
Llamado también «transistor de punta de contacto», fue el primer transistor capaz de obtener ganancia, inventado en 1947 por John Bardeen y Walter Brattain. Consta de una base de germanio, semiconductor para entonces mejor conocido que la combinación cobre-óxido de cobre, sobre la que se apoyan, muy juntas, dos puntas metálicas que constituyen el emisor y el colector. La corriente de base es capaz de modular la resistencia que se «ve» en el colector, de ahí el nombre de transfer resistor. Se basa en efectos de superficie, poco conocidos en su día. Es difícil de fabricar (las puntas se ajustaban a mano), frágil (un golpe podía desplazar las puntas) y ruidoso. Sin embargo convivió con el transistor de unión debido a su mayor ancho de banda. En la actualidad ha desaparecido.

### Transistor de unión bipolar

Diagrama de transistor NPN.

El transistor de unión bipolar (o BJT, por sus siglas del inglés bipolar junction transistor) se fabrica sobre un monocristal de material semiconductor como el germanio, el silicio o el arseniuro de galio, cuyas cualidades son intermedias entre las de un conductor eléctrico y las de un aislante. Sobre el sustrato de cristal se dopan en forma muy controlada tres zonas sucesivas, N-P-N o P-N-P, dando lugar a dos uniones PN.
Las zonas N (en las que abundan portadores de carga Negativa) se obtienen dopando el sustrato con átomos de elementos donantes de electrones, como el arsénico o el fósforo; mientras que las zonas P (donde se generan portadores de carga Positiva o «huecos») se logran dopando con átomos aceptadores de electrones, como el indio, el aluminio o el galio.
Las tres zonas dopadas dan como resultado transistores PNP o NPN, donde la letra intermedia siempre corresponde a la región de la base, y las otras dos al emisor y al colector que, si bien son del mismo tipo y de signo contrario a la base, tienen diferente dopados entre ellas (por lo general, el emisor está mucho más dopado que el colector).
El mecanismo que representa el comportamiento semiconductor dependerá de dicho dopado, de la geometría asociada y del tipo de tecnología de dopado (difusión gaseosa, epitaxial, etc.) y del comportamiento cuántico de la unión.

### Transistor de efecto de campo

-Símbolo del transistor JFET, en el que se indican: drenador, surtidor y compuerta.

El primer transistor de efecto de campo o FET, siglas del inglés Field-Effect Transistor en la práctica fue un transistor de efecto de campo de unión (JFET), formado por una barra de material semiconductor de silicio de tipo N o P. En los terminales de la barra se establece un contacto óhmico, tenemos así un transistor de efecto de campo tipo N de la forma más básica. Si se difunden dos regiones P en una barra de material N y se conectan externamente entre sí, se producirá una puerta. A uno de estos contactos le llamaremos surtidor y al otro drenador. Aplicando tensión positiva entre el drenador y el surtidor y conectando la puerta al surtidor, estableceremos una corriente, a la que llamaremos corriente de drenador con polarización cero. Con un potencial negativo de puerta al que llamamos tensión de estrangulamiento, cesa la conducción en el canal.
El transistor de efecto de campo que controla la corriente en función de una tensión; tienen alta impedancia de entrada.
- Transistor de efecto de campo de unión, JFET, construido mediante una unión PN.
- Transistor de efecto de campo de compuerta aislada, IGFET, en el que la compuerta se aísla del canal mediante un dieléctrico.
- Transistor de efecto de campo MOS, MOSFET, donde MOS significa Metal-Óxido-Semiconductor, en este caso la compuerta es metálica y está separada del canal semiconductor por una capa de óxido.

### Fototransistor

Diagrama de fototransistor.

Los fototransistores son sensibles a la radiación electromagnética en frecuencias cercanas a la de la luz visible; debido a esto su flujo de corriente puede ser regulado por medio de la luz incidente. Un fototransistor es, en esencia, lo mismo que un transistor normal, solo que puede trabajar de dos maneras diferentes:
- Como un transistor normal con la corriente de base (IB) (modo común);
- Como fototransistor, cuando la luz que incide en este elemento hace las veces de corriente de base. (IP) (modo de iluminación).

## Transistores y electrónica de potencia

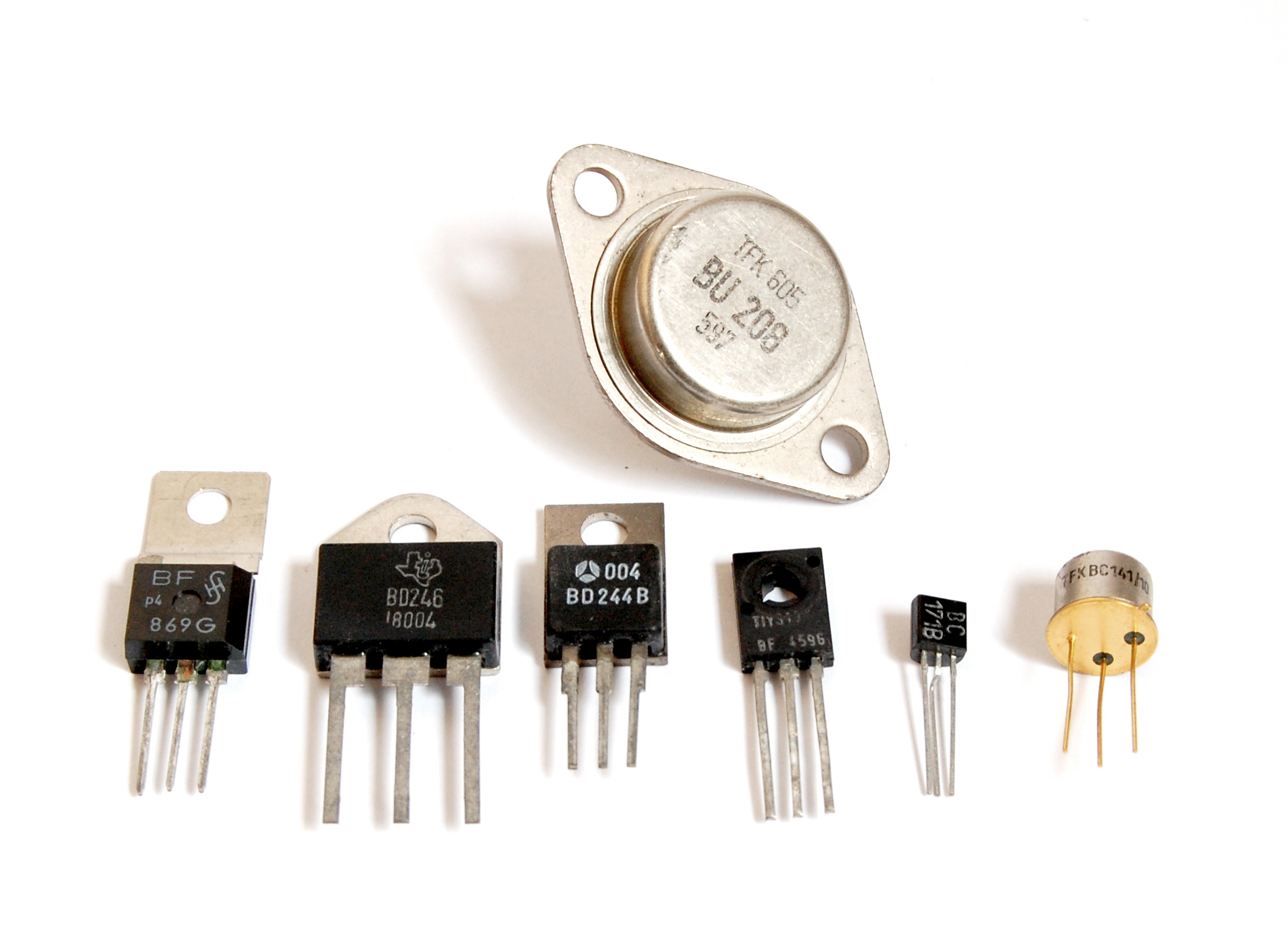
Transistores en diferentes encapsulados

Con el desarrollo tecnológico y evolución de la electrónica, la capacidad de los dispositivos semiconductores para soportar cada vez mayores niveles de tensión y corriente ha permitido su uso en aplicaciones de potencia. Es así como actualmente los transistores son empleados en conversores estáticos de potencia, controles para motores y llaves de alta potencia (principalmente inversores), aunque su principal uso está basado en la amplificación de corriente dentro de un circuito cerrado.

## Construcción

### Material semiconductor
| Material semiconductor | Tensión directa de la unión V @ 25 °C | Movilidad de electrones m²/(V·s) @ 25 °C | Movilidad de huecos m²/(V·s) @ 25 °C | Máxima temperatura de unión °C |
| ---------------------- | ------------------------------------- | ---------------------------------------- | ------------------------------------ | ------------------------------ |
| Ge                     | 0.27                                  | 0.39                                     | 0.19                                 | 70 a 100                       |
| Si                     | 0.71                                  | 0.14                                     | 0.05                                 | 150 a 200                      |
| GaAs                   | 1.03                                  | 0.85                                     | 0.05                                 | 150 a 200                      |
| Al-Si                  | 0.3                                   | —                                        | —                                    | 150 a 200                      |

Los primeros transistores bipolares de unión se fabricaron con germanio (Ge). Los transistores de Silicio (Si) actualmente predominan, pero ciertas versiones avanzadas de microondas y de alto rendimiento ahora emplean el compuesto semiconductor de arseniuro de galio (GaAs) y la aleación semiconductora de silicio-germanio (SiGe). El material semiconductor a base de un elemento (Ge y Si) se describe como elemental.
Los parámetros en bruto de los materiales semiconductores más comunes utilizados para fabricar transistores se dan en la tabla adjunta; estos parámetros variarán con el aumento de la temperatura, el campo eléctrico, nivel de impurezas, la tensión, y otros factores diversos.
La tensión directa de unión es la tensión aplicada a la unión emisor-base de un transistor bipolar de unión con el fin de hacer que la base conduzca a una corriente específica. La corriente aumenta de manera exponencial a medida que aumenta la tensión en directa de la unión. Los valores indicados en la tabla son las típicos para una corriente de 1 mA (los mismos valores se aplican a los diodos semiconductores). Cuanto más bajo es la tensión de la unión en directa, mejor, ya que esto significa que se requiere menos energía para colocar en conducción al transistor. La tensión de unión en directa para una corriente dada disminuye con el aumento de la temperatura. Para una unión de silicio típica, el cambio es de –2.1 mV/°C. En algunos circuitos deben usarse elementos compensadores especiales (sensistores) para compensar tales cambios.
La densidad de los portadores móviles en el canal de un MOSFET es una función del campo eléctrico que forma el canal y de varios otros fenómenos tales como el nivel de impurezas en el canal. Algunas impurezas, llamadas dopantes, se introducen deliberadamente en la fabricación de un MOSFET, para controlar su comportamiento eléctrico.
Las columnas de movilidad de electrones y movilidad de huecos de la tabla muestran la velocidad media con que los electrones y los huecos se difunden a través del material semiconductor con un campo eléctrico de 1 voltio por metro, aplicado a través del material. En general, mientras más alta sea la movilidad electrónica, el transistor puede funcionar más rápido. La tabla indica que el germanio es un material mejor que el silicio a este respecto. Sin embargo, el germanio tiene cuatro grandes deficiencias en comparación con el silicio y arseniuro de galio:
1. Su temperatura máxima es limitada.
2. Tiene una corriente de fuga relativamente alta.
3. No puede soportar altas tensiones.
4. Es menos adecuado para la fabricación de circuitos integrados.

Debido a que la movilidad de los electrones es más alta que la movilidad de los huecos para todos los materiales semiconductores, un transistor bipolar n-p-n dado tiende a ser más rápido que un transistor equivalente p-n-p. El arseniuro de galio tiene el valor más alto de movilidad de electrones de los tres semiconductores. Es por esta razón que se utiliza en aplicaciones de alta frecuencia. Un transistor FET de desarrollo relativamente reciente, el transistor de alta movilidad de electrones (HEMT), tiene una heteroestructura (unión entre diferentes materiales semiconductores) de arseniuro de galio-aluminio (AlGaAs)-arseniuro de galio (GaAs), que tiene el doble de la movilidad de los electrones que una unión de barrera GaAs-metal. Debido a su alta velocidad y bajo nivel de ruido, los HEMT se utilizan en los receptores de satélite que trabajan a frecuencias en torno a los 12 GHz. Los HEMT basados en nitruro de galio y nitruro de galio aluminio (AlGaN/GaN HEMT) proporcionan una movilidad de los electrones aún mayor y se están desarrollando para diversas aplicaciones.
Los valores de la columna de Máximo valor de temperatura de la unión han sido tomados a partir de las hojas de datos de varios fabricantes. Esta temperatura no debe ser excedida o el transistor puede dañarse.
Los datos de la fila Al-Si de la tabla se refieren a los diodos de barrera de metal-semiconductor de alta velocidad (de aluminio-silicio), conocidos comúnmente como diodos Schottky. Esto está incluido en la tabla, ya que algunos transistor IGFET de potencia de silicio tienen un diodo Schottky inverso «parásito» formado entre la fuente y el drenaje como parte del proceso de fabricación. Este diodo puede ser una molestia, pero a veces se utiliza en el circuito del cual forma parte.

## El transistor bipolar como amplificador
El comportamiento del transistor se puede ver como dos diodos (Modelo de Ebers-Moll), uno entre base y emisor, polarizado en directo y otro diodo entre base y colector, polarizado en inverso. Esto quiere decir que entre base y emisor tendremos una tensión igual a la tensión directa de un diodo, es decir 0,6 a 0,8 V para un transistor de silicio y unos 0,4 para el germanio.
Lo interesante del dispositivo es que en el colector tendremos una corriente proporcional a la corriente de base: IC = β IB, es decir, ganancia de corriente cuando β>1. Para transistores normales de señal, β varía entre 100 y 300. Existen tres configuraciones para el amplificador transistorizado: emisor común, base común y colector común.

### Emisor común

Emisor común.

La señal se aplica a la base del transistor y se extrae por el colector. El emisor se conecta al punto de tierra (masa) que será común, tanto de la señal de entrada como para la de salida. En esta configuración, existe ganancia tanto de tensión como de corriente. Para lograr la estabilización de la etapa ante las variaciones de la señal, se dispone de una resistencia de emisor, (RE) y para frecuencias bajas, la impedancia de salida se aproxima a RC. La ganancia de tensión se expresa:
{\displaystyle G_{V}=-{\frac {R_{C}}{R_{E}}}}
El signo negativo, indica que la señal de salida está invertida con respecto a la señal de entrada.
Si el emisor está conectado directamente a masa, la ganancia queda expresada de la siguiente forma:
{\displaystyle G_{V}=-{\frac {R_{C}}{R_{e}}}}
Como la base está conectada al emisor por un diodo polarizado en directo, entre ellos se puede suponer que existe una tensión constante, denominada {\displaystyle V_{BE}} y que el valor de la ganancia (β) es constante. Del gráfico adjunto, se deduce que la tensión de emisor es:
{\displaystyle V_{E}=V_{B}-V_{BE}}
Y la corriente de emisor:
{\displaystyle I_{E}={\frac {V_{E}}{R_{E}}}={\frac {V_{B}-V_{BE}}{R_{E}}}}.
La corriente de emisor es igual a la de colector más la de base:
{\displaystyle {\begin{aligned}I_{E}&=I_{C}+I_{B}\\&=I_{C}+{\frac {I_{C}}{\beta }}\\&=I_{C}\left(1+{\frac {1}{\beta }}\right)\\\end{aligned}}}
Despejando la corriente de colector:
{\displaystyle I_{C}={\frac {I_{E}}{1+{\frac {1}{\beta }}}}}
La tensión de salida, que es la de colector se calcula así:
{\displaystyle {\begin{aligned}V_{C}&=V_{CC}-I_{C}R_{C}\\&=V_{CC}-R_{C}*{\frac {I_{E}}{1+\displaystyle {\frac {1}{\beta }}}}\end{aligned}}}
Como β >> 1, se puede aproximar:
{\displaystyle 1+{\frac {1}{\beta }}=1}
y, entonces es posible calcular la tensión de colector como:
{\displaystyle {\begin{aligned}V_{C}&=V_{CC}-R_{C}I_{E}\\&=V_{CC}-R_{C}*{\bigg (}{\frac {V_{B}-V_{BE}}{R_{E}}}{\bigg )}\\&={\bigg (}V_{CC}+R_{C}{\frac {V_{BE}}{R_{E}}}{\bigg )}-R_{C}{\frac {V_{B}}{R_{E}}}\end{aligned}}}
La parte entre paréntesis es constante (no depende de la señal de entrada), y la restante expresa la señal de salida. El signo negativo indica que la señal de salida está desfasada 180° respecto a la de entrada.
Finalmente, la ganancia es expresada como:
{\displaystyle {\begin{aligned}G_{V}&={\frac {V_{C}}{V_{B}}}\\&=-{\frac {R_{C}}{R_{E}}}\end{aligned}}}
La corriente de entrada, {\displaystyle I_{B}={\frac {I_{E}}{1+\beta }}}, si {\displaystyle \beta >>1} puede expresarse como sigue:
{\displaystyle {\begin{aligned}I_{B}&={\frac {I_{E}}{\beta }}\\&={\frac {V_{E}}{R_{E}\beta }}\\&={\frac {V_{B}-V_{BE}}{R_{E}\beta }}\end{aligned}}}
Suponiendo que {\displaystyle V_{B}>>V_{BE}}, podemos escribir:
{\displaystyle I_{B}={\frac {V_{B}}{R_{E}\beta }}}
Al dividir la tensión y corriente en la base, la impedancia o resistencia de entrada queda como:
{\displaystyle {\begin{aligned}Z_{in}&={\frac {V_{B}}{I_{B}}}\\&={\frac {V_{B}}{\displaystyle {\frac {V_{B}}{R_{E}\beta }}}}\\&=R_{E}\beta \end{aligned}}}
Para tener en cuenta la influencia de frecuencia se deben utilizar modelos de transistor más elaborados. Es muy frecuente usar el modelo en pi.

## Diseño de una etapa en configuración emisor común
Recta de carga

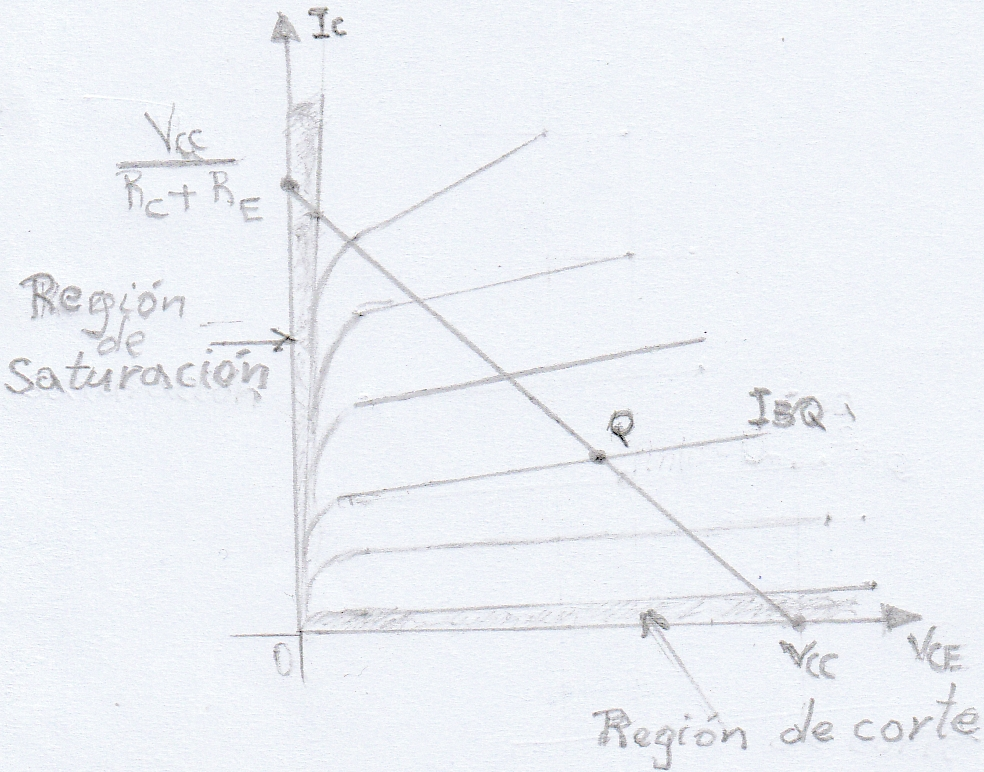
Recta de carga de un transistor en configuración de emisor común.

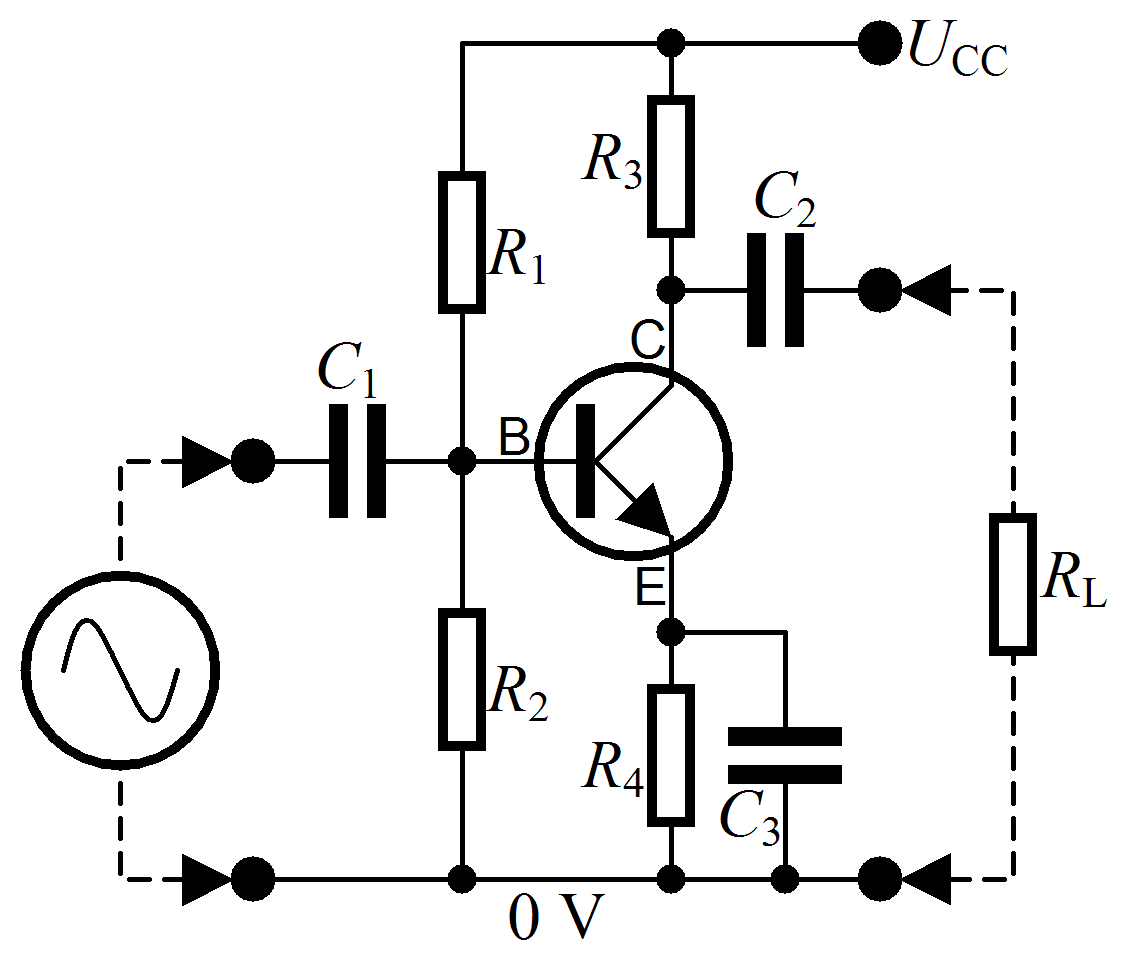
Amplificador de emisor común.

Esta recta se traza sobre las curvas características de un transistor que proporciona el fabricante.
Los puntos para el trazado de la misma son: {\displaystyle Ic={\frac {Vcc}{Rc+Re}}} 
y la tensión de la fuente de alimentación {\displaystyle Vcc}
En los extremos de la misma, se observan las zonas de corte y de saturación, que tienen utilidad cuando el transistor actúa como interruptor. Conmutará entre ambos estados de acuerdo a la polarización de la base.
La elección del punto Q es fundamental para una correcta polarización. Un criterio extendido es el de adoptar  {\displaystyle Vce={\frac {Vcc}{2}}}, si el circuito no posee {\displaystyle Re}. De contar con {\displaystyle Re} como es el caso del circuito a considerar, el valor de {\displaystyle Vce} se medirá desde el colector a masa.
El punto Q, se mantiene estático mientras la base del transistor no reciba una señal.
Ejercicio
Procederemos a determinar los valores de {\displaystyle Rc(R3),Re(R4),R1,R2,Zin,Zo\,y\ Gv}
Datos: {\displaystyle Vcc=20V,Icq=10mA,Vceq=8V,\beta =100}
{\displaystyle V_{E}={\frac {1}{10}}V_{CC}={\frac {1}{10}}20=2V}
{\displaystyle \mathbf {\mathbb {R} } _{E}={\frac {V_{E}}{I_{E}}}\approxeq {\frac {V_{E}}{I_{C}}}={\frac {2V}{10mA}}=200\Omega }
Esta aproximación se admite porque {\displaystyle \beta \gg 10}
{\displaystyle \mathbf {\mathbb {R} } _{C}={\frac {V_{RC}}{I_{C}}}={\frac {V_{CC}-V_{CE}-V_{E}}{I_{C}}}={\frac {20V-8V-2V}{10mA}}=1K\Omega }
{\displaystyle V_{B}=V_{BE}+V_{E}=0.7V+2V=2.7V}
Para que el circuito opere en una zona de eficacia, la corriente a través del divisor de voltaje 
{\displaystyle R_{1}} y {\displaystyle R_{2}}, debe ser mucho mayor que la corriente de base; como mínimo en una relación 10:1
{\displaystyle \mathbf {\mathbb {R} } 2\leq {\frac {1}{10}}\beta {R_{E}}={\frac {1}{10}}(100)(0.2K\Omega )=2k\Omega }
{\displaystyle V_{B}={\frac {R_{2}}{R_{1}+R_{2}}}V_{CC}}  utilizando el valor de {\displaystyle V_{B}} obtenido anteriormente
{\displaystyle V_{B}=2.7V={\frac {(2k\Omega )(20V)}{R_{1}+2k\Omega }}} {\displaystyle \quad \therefore \quad }
{\displaystyle \mathbf {\mathbb {R} } 1={\frac {(2k\Omega )(20V)}{2.7V}}-(2k\Omega )=12.8k\Omega }
La resistencia dinámica del diodo en la juntura del emisor {\displaystyle r_{e}}, se calcula tomando el valor del voltaje térmico en la misma, y está dado por: {\displaystyle r_{e}={\frac {V_{T}}{I_{E}}}\approxeq {\frac {V_{T}}{I_{C}}}={\frac {26mV}{10mA}}=2.6\Omega }
Con este valor, se procede a calcular la ganancia de voltaje de la etapa; {\displaystyle G_{V}=-{\frac {R_{C}}{r_{e}}}=-{\frac {1K\Omega }{2.6\Omega }}=-385}
No se toma en cuenta {\displaystyle R_{E}} ya que el emisor se encuentra a nivel de masa para la señal por medio de {\displaystyle C_{E}}, que en el esquema se muestra como {\displaystyle C_{3}}; entonces, la impedancia de salida {\displaystyle Z_{O}}, toma el valor de {\displaystyle R_{C}} si el transistor no tiene carga. Si se considera la carga {\displaystyle R_{L}}, {\displaystyle Z_{O}} se determina por {\displaystyle \mathbf {\mathbb {Z} } _{O}={\frac {1}{{\frac {1}{R_{C}}}+{\frac {1}{R_{L}}}}}} considerando que {\displaystyle R_{L}} tiene el valor {\displaystyle 5K\Omega }, {\displaystyle \mathbf {\mathbb {Z} } _{O}={\frac {1}{{\frac {1}{1K\Omega }}+{\frac {1}{5K\Omega }}}}=830\Omega }
Al considerar la{\displaystyle R_{L}}, la ganancia de tensión se ve modificada: {\displaystyle G_{V}=-{\frac {830\Omega }{2.6\Omega }}=-319}
La impedancia de entrada en la base del transistor para el ejemplo, está dada por {\displaystyle Z_{b}=r_{e}\beta =(2.6)(100)=260\Omega }
Mientras que la impedancia de entrada a la etapa, se determina: {\displaystyle \mathbf {\mathbb {Z} } _{i}={\frac {1}{{\frac {1}{R_{1}}}+{\frac {1}{R_{2}}}+{\frac {1}{Z_{b}}}}}={\frac {1}{{\frac {1}{12.8k\Omega }}+{\frac {1}{2k\Omega }}+{\frac {1}{260\Omega }}}}=226\Omega }
La reactancia de los capacitores no se ha tenido en cuenta en los cálculos, porque se han elegido de una capacidad tal, que su reactancia {\displaystyle X_{C}\rightarrow 0} en las frecuencias de señales empleadas.

### Base común

Base común.

La señal se aplica al emisor del transistor y se extrae por el colector. La base se conecta a las masas tanto de la señal de entrada como a la de salida. En esta configuración se tiene ganancia solo de tensión. La impedancia de entrada es baja y la ganancia de corriente algo menor que uno, debido a que parte de la corriente de emisor sale por la base. Si añadimos una resistencia de emisor, que puede ser la propia impedancia de salida de la fuente de señal, un análisis similar al realizado en el caso de emisor común, da como resultado que la ganancia aproximada es:
```

  

    

      

        

          

            

              
G

              

                
V

              

            

            
=

            

              

                

                  
R

                  

                    
C

                  

                

                

                  
R

                  

                    
E

                  

                

              

            

          

        

      

    

    
{\displaystyle {\displaystyle G_{V}={\frac {R_{C}}{R_{E}}}}}

  

```

La base común se suele utilizar para adaptar fuentes de señal de baja impedancia de salida como, por ejemplo, micrófonos dinámicos.

### Colector común

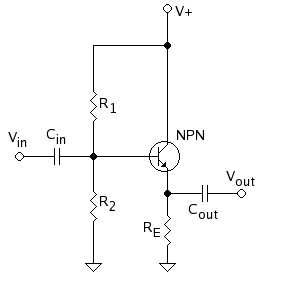
Colector común.

La señal se aplica a la base del transistor y se extrae por el emisor. El colector se conecta a las masas tanto de la señal de entrada como a la de salida. En esta configuración se tiene ganancia de corriente, pero no de tensión que es ligeramente inferior a la unidad. La impedancia de entrada es alta, aproximadamente β+1 veces la impedancia de carga. Además, la impedancia de salida es baja, aproximadamente β veces menor que la de la fuente de señal.

## El transistor bipolar frente a la válvula termoiónica
Antes de la aparición del transistor, eran usadas las válvulas termoiónicas. Las válvulas tienen características eléctricas similares a la de los transistores de efecto campo (FET): la corriente que los atraviesa depende de la tensión en el terminal llamado rejilla. Las razones por las que el transistor reemplazó a la válvula termoiónica son varias:
- Las válvulas necesitan tensiones muy altas, del orden de las centenas de voltios, que son peligrosas para el ser humano.
- Las válvulas consumen mucha energía, lo que las vuelve particularmente poco útiles para el uso con baterías.
- El peso: El chasis necesario para alojar las válvulas y los transformadores requeridos para su funcionamiento sumaban un peso importante, que iba desde algunos kilos a decenas de kilos.
- El tiempo medio entre fallas de las válvulas termoiónicas, el cual es muy corto comparado con el de los transistores, sobre todo a causa del calor generado.
- Retardo en el arranque: Las válvulas presentan una cierta demora en comenzar a funcionar, ya que necesitan estar calientes para establecer la conducción.
- El efecto microfónico: Muy frecuente en las válvulas a diferencia de los transistores, que son intrínsecamente insensibles a él.
- Tamaño: Los transistores son más pequeños que las válvulas. Aunque existe unanimidad sobre este punto, conviene hacer una salvedad: en el caso de dispositivos de potencia, estos deben llevar un disipador, de modo que el tamaño que se ha de considerar es el del dispositivo (válvula o transistor) más el del disipador. Como las válvulas pueden funcionar a temperaturas más elevadas, la eficiencia del disipador es mayor en ellas que en los transistores, con lo que basta un disipador mucho más pequeño.
- Los transistores trabajan con impedancias bajas, o sea con tensiones reducidas y corrientes altas; mientras que las válvulas presentan impedancias elevadas y por lo tanto trabajan con altas tensiones y pequeñas corrientes.
- Costo: Los transistores costaban menos que las válvulas, desde su lanzamiento inicial y se contó con la promesa de las empresas fabricantes de que su costo continuaría bajando (como de hecho ocurrió) con suficiente investigación y desarrollo.

Como ejemplo de todos estos inconvenientes se puede citar a la primera computadora digital, llamada ENIAC, la cual pesaba más de treinta toneladas y consumía 200 kW, suficientes para alimentar una pequeña ciudad, a causa de sus aproximadamente 18 000 válvulas, de las cuales algunas se quemaban cada día, necesitando una logística y una organización importantes para mantener este equipo en funcionamiento.
El transistor bipolar reemplazó progresivamente a la válvula termoiónica durante la década de 1950, pero no del todo. En efecto, durante los años 1960, algunos fabricantes siguieron utilizando válvulas termoiónicas en equipos de radio de gama alta, como Collins y Drake; luego el transistor desplazó a la válvula de los transmisores pero no del todo en los amplificadores de radiofrecuencia. Otros fabricantes de instrumentos eléctricos musicales como Fender, siguieron utilizando válvulas en sus amplificadores de audio para guitarras eléctricas. Las razones de la supervivencia de las válvulas termoiónicas son varias:
- Falta de linealidad: El transistor no tiene las características de linealidad a alta potencia de la válvula termoiónica, por lo que no pudo reemplazarla en los amplificadores de transmisión de radio profesionales y de radioaficionados sino hasta varios años después.[cita requerida]
- Generación de señales armónicas: Las señales armónicas introducidas por la falta de linealidad de las válvulas resultan agradables al oído humano, como demuestra la psicoacústica, por lo que son preferidos por los audiófilos.
- Sensibilidad a explosiones nucleares: El transistor es muy sensible a los efectos electromagnéticos de las explosiones nucleares, por lo que se siguieron utilizando válvulas termoiónicas en algunos sistemas de control y comando de aviones caza de fabricación soviética.[cita requerida]
- Manejo de altas potencias: Las válvulas son capaces de manejar potencias muy grandes, a diferencia de la que manejaban los primeros transistores; sin embargo a través de los años se desarrollaron etapas de potencia con múltiples transistores en paralelo capaces de conseguir manejo de potencias mayores.